# Тибилов, Георгий Васильевич
Георгий Васильевич Тибилов (укр. Георгій Васильович Тібілов; 6 ноября 1984, Владикавказ, Северо-Осетинская АССР, РСФСР, СССР) — российский, а затем украинский борец вольного стиля, призёр чемпионата Европы, участник Олимпийских игр в Пекине. 

## Карьера
Является воспитанником осетинской школы борьбы. Первый тренер — Артур Базаев. В марте 2003 года в Стамбуле стал чемпионом мира среди юниоров. В  июле 2004 года в Софии взял серебро юниорского чемпионата Европы. С 2008 года выступает за Украину. В апреле 2008 года в финале чемпионата Европы в финском Тампере проиграл грузину Георгию Гогшелидзе и стал серебряным призёром. В августе 2008 года на Олимпийских играх в Пекине в схватке за бронзовую медаль уступил Хетагу Газюмову, который представлял Азербайджан, и занял итоговое 5 место.

## Спортивные результаты

### За Россию
- Чемпионат мира по борьбе среди юниоров 2003 — ;
- Чемпионат Европы по борьбе среди юниоров 2004 — ;

### За Украину
- Чемпионат Европы по борьбе 2008 — ;
- Олимпийские игры 2008 — 5;